# Gilda

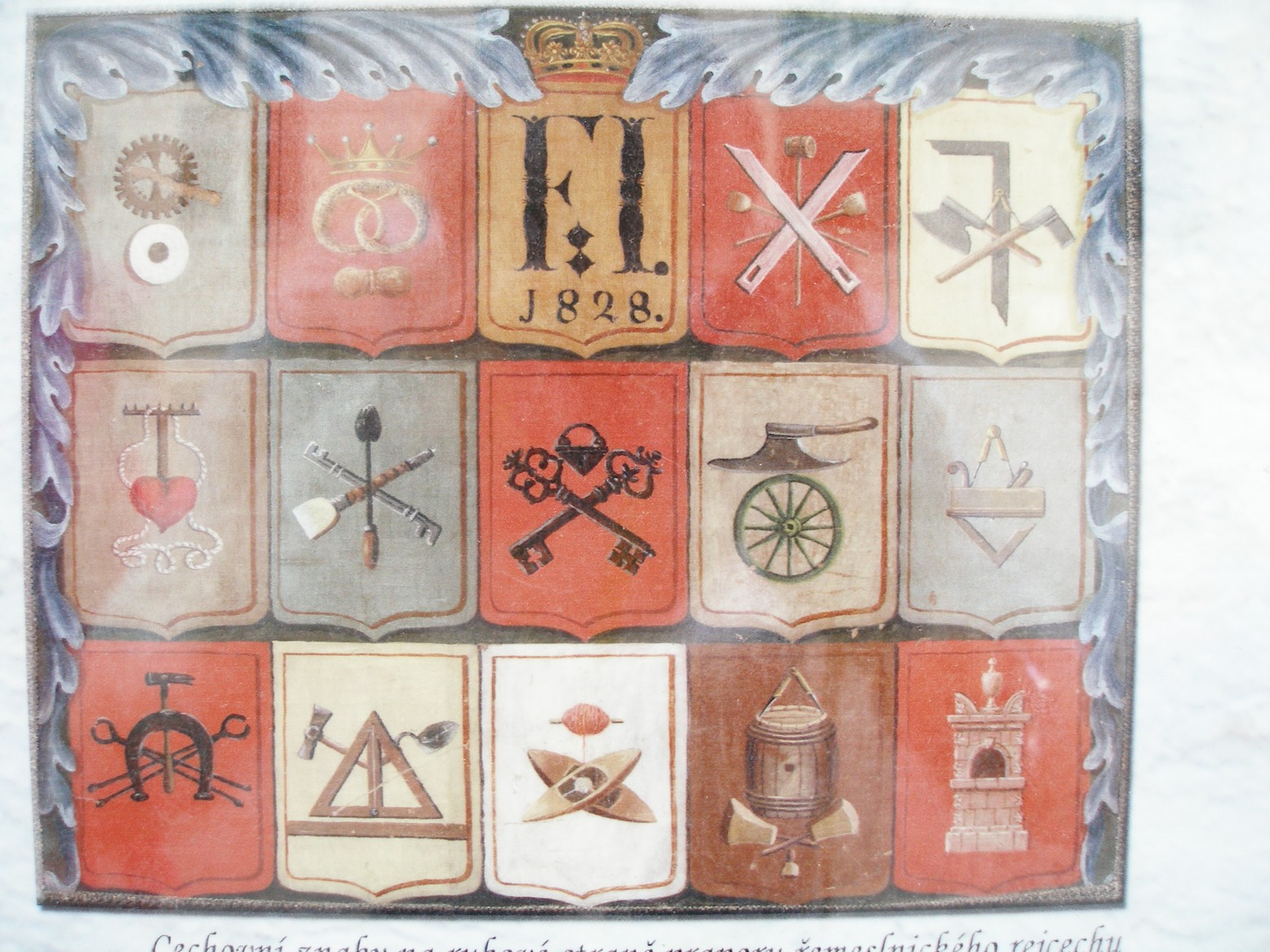
Cechovní erby Česku zbrazující symboly různých středověkých řemesel

Výraz gilda označuje volné sdružení či společenskou skupinu založenou pro zajištění vzájemné výpomoci v případě nouze. Společenství fungovala na základě domluvy, smlouvy či dohody, přičemž dohoda a smlouva se zakládala na oboustranné příslibné přísaze. Etymologicky slovo gilda označuje ve starohornoněmčině gelt - placení, plat, dar - germánsky geldan - proplatit, zaplatit. Bylo to tedy společenství založené nejen na přísaze, ale také na daru či platbě. Výraz gilda se v současnosti přeneseně používá i v obecnějším smyslu pro jakékoliv obchodní či jiné sdružení a společenství.

## Historie vzniku gild
První doložené gildy vznikaly na venkově za vlády Karlovců v 6. a 7. století. K rozšíření gild velkou měrou přispěly normanské nájezdy v 9. století, kdy tyto spolky - conjurationes - vznikaly, a to především za účelem obrany a zachování míru. Byly zakládány podle vzoru galo-franckých kněžských gild. Členy byly nejen duchovní, ale i prostí věřící, muži i ženy. Nejstarší profesní gildy zakládali cestující obchodníci, neboť při tomto způsobu podnikání byli nejvíce vystavováni stálému nebezpečí. Na počátku 11. století (kolem roku 1020) vznikaly tyto spolky na dolním toku Rýna v Tielu. Jejich stanovy jsou nejstarší, které se v kontinentální Evropě dochovaly. Stanovy popisují nejen pravidla ochrany, určují formu vzájemné pomoci a dokonce i podpory u cizích soudů, ale také práva členů na místním trhu. Mnoho pravidel se týkalo také vnitřního uspořádání gildy. Pravidelná shromáždění, přijímání nových členů, společné bohoslužby, společné hostiny a stolování. V neposlední řadě stanovy upravovaly vztahy mezi gildou a obcí či městem. Do obecních či městských struktur se gildy začleňovaly už od 11. století. Členové gildy měli za povinnost podílet se na činnostech pro obecné blaho: dobročinnost, úklid ulic, údržba hradeb. Z tohoto pohledu byla důležitost příslušnosti velké části obyvatel obcí či měst nezanedbatelná. Gildy tak stmelovaly nově vznikající městskou společnost, v neposlední řadě přispívaly k vědomí sounáležitosti a solidaritě mezi obyvateli.

## Vznik cechů
V průběhu doby se část umělců rozhodla oddělit od gild a založit vlastní společenství. Tato společenství byla označovaná jako umělecké spolky či cechy. Pojmenování uměleckých cechů po Sv. Lukášovi bylo zvoleno na paměť evangelisty Sv. Lukáše, neboť podle Sv. Jana z Damašku (675 či 676 – 749) Lukáš jako první namaloval obraz Panny Marie. Většina měst dávala gildám právo dohledu nad obchodem uvnitř města. Členové gildy měli povinnost přijímat žáky jako učedníky, na druhou stranu jen členové cechu měli právo prodávat svá díla na tržištích nebo si otevřít vlastní obchod. Podobná pravidla platila nejen v Antverpách, kde byl založen jeden z nejslavnějších cechů, Cech svatého Lukáše (Accademia di San Luca), jehož činnost byla ukončema až roku 1795, ale například také v Delftu, kde pouze členové cechu mohli prodávat své obrazy ve městě nebo mít vlastní obchod. Rané cechy v Antverpách a Bruggách nastavily pravidla, která byla uplatňována i v dalších městech. Gildy mívaly dokonce své vlastní obchody nebo tržiště, z něhož mohli členové prodávat svá díla přímo veřejnosti. Cechy sdružovaly nejen malíře, sochaře a další umělce, ale také - obzvláště v devatenáctém století - obchodníky s uměním, amatéry a dokonce i pouhé milovníky umění (tzv. Liefhebbers). Ve středověku byla většina členů pravděpodobně uměleckými řemeslníky, kteří byli ve stejném cechu jako malíři obrazů. Mezi členy cechu byli ilustrátoři manuscriptů, malíři na dřevo nebo na tkaninu či na kůži. V mnoha městech byli spojováni s písaři nebo scriveners - úředníci. Cechy také rozhodovaly o sporech mezi umělci a jejich klienty. Tímto způsobem gilda nejen řídila, ale také ochraňovala ekonomickou kariéru umělce působícího v určitém městě. Tam, kde cechy založeny nebyly, byli umělci sice zcela nezávislí, na druhou stranu si často navzájem konkurovali.

## Zákazy
Nejstarší doložený výskyt termínu gilda se nachází v kapituláriu vydaném Karlem Velikým v Herstalu v roce 779:
Co se týče přísah, jsou zakázány všem členům gildy. Pokud jde o dary v případě požáru nebo ztroskotání nesmějí dohody obsahovat žádnou přísahu.
Spolky založené na vzájemných přísahách byly vždy tak trochu podezřelé a byly často zakazovány, neboť se dostávaly do sporů s církevní i státní mocí. Středověké texty dokonce někdy popisují gildy jako spolky vzniklé za účelem udržování pohanských pověr, páchání zločinů, oddávání se tajným neřestem. Gildy byly obviňovány z chlípnosti, smilstev a dokonce vražd. Některé texty připomínají boj prvotní církve proti společnému stolování, opilství, hře a tanci. S tím souvisí i regule některých gild, zakazující Židům být členem gildy nebo alespoň stát se mistrem. Společenská forma gildy, jejímiž členy se mohly stát i ženy dráždila ty, kdo nebyly jejími členy. Gildy se staly terčem pomluv, osočování, podezírání z udržování pohanských zvyků a zavrženíhodného chování. Hinkmar z Remeše podporoval snahy o začlenění gild do církevních spolků, čímž by měla církev nad nimi kontrolu. Naproti tomu existují texty o kněžských gildách, vzniklých na základě příslibné přísahy v 5. a 6. století v Itálii a Galii. Počet těchto uskupení na venkově rostl zřejmě hlavně proto, že duchovní na venkově žili odříznuti od světa v neutěšených podmínkách nebo uzavřeni na šlechtických panstvích. Kněží byli nuceni vzájemně si pomáhat. Jejich situace byla odlišná od situace kněží ve městech. Městští kněží žili uprostřed společenského života spolu s biskupem, byly hmotně zajištěni a měli zajištěnou společenskou ochranu. Orleánský koncil tyto kněžské gildy neprodleně zakázal. V raných středověkých textech se pro tato sdružení používají i jiné výrazy: kromě výrazu gilda, také gelda, geldonia, také confratria, fraternitas, consortium, societas, amicitia atd. Každé svého druhu heteronymum ukazuje na vlastnosti dané skupiny.

## Pozdní středověk 11. a 12. století
Nejstarší gildy, gildy obchodní, byly nahrazovány gildami řemeslnickými, zvanými cechy. V Paříži a v Bologni se přísežná sdružení studentů a profesorů časem měnila na univerzity. Tak i zde bylo prvotním účelem přísežného sdružení lépe čelit společenskému tlaku a nepřízni, neboť profesoři i studenti byli často cizinci. Společenství mělo větší sílu při řešení problémů vzniklých z národnostních třenic, neboť studenti přicházeli z různých míst s mnohdy s odlišnými kulturními zvyky. Vznikala tak následná potřeba hájit členy v nejrůznějších sporech, ale také řešit praktické potíže, jako třeba ubytování studentů. Jako spolek – conjuratio - členů, kteří se vzájemně podporovali a poskytovali si záruky, bylo řešení potíží snadnější pro společenství než pro jednotlivce. Kolem roku 1200 se studentům a profesorům podařilo získat jisté výsady: právní ochranu a zajištění životních podmínek, svobodu rozhodování o studijních záležitostech, vliv na udílení povolení k výuce.

## Bratrstva
Tímto termínem jsou označována dlouhodobá a dobrovolná uskupení osob s cíli hlavně náboženskými či dobročinnými. Tato uskupení se významně podílela na chodu obcí a měst ve Francii, Itálii a Německu, vytvářela pouta, která upevňovala v obci klid a mír, neboť bratrstva nabádala své členy k míru (pax) a svornosti (concordia). Pozdně středověká bratrstva vedla své členy k občanské sounáležitosti a znalosti občanských záležitostí. Členství v bratrstvu umožňovalo jednotlivci také vymanit se ze závazků vůči stavu k němuž náležel. Usnadňovalo to jedinci rozvázání rodinných a rodových vztahů, vztahů k farnosti a svému nejbližšímu okolí. Zároveň se člen bratrstva stal součástí nábožensky a rituálně založených společností. Podle humanistů měla místní bratrstva velký význam pro vznik křesťanského humanismu a to zejména jejich caritas.

## Význam gild v dějinách západu
Přísežná společenství jako gildy či bratrstva se opíraly o vlastní soubor norem a hodnot, stvrzených vzájemnou přísahou. Pocit sounáležitosti s komunitou pomáhal vytvářet městská společenství, v důsledku vedl ke vzniku takových institucí jako jsou university. Cechovní systém doznívá ještě v počátku dělnického hnutí. Historická zkušenost gild a bratrstev se uplatnila v dějinách politického a společenského myšlení.